# قلمی‌شناگر
قلمی‌شناگر(نام علمی: Leptonectes) نام یک سرده از راسته ماهی‌خزنده‌سانان است.